# Manu propria

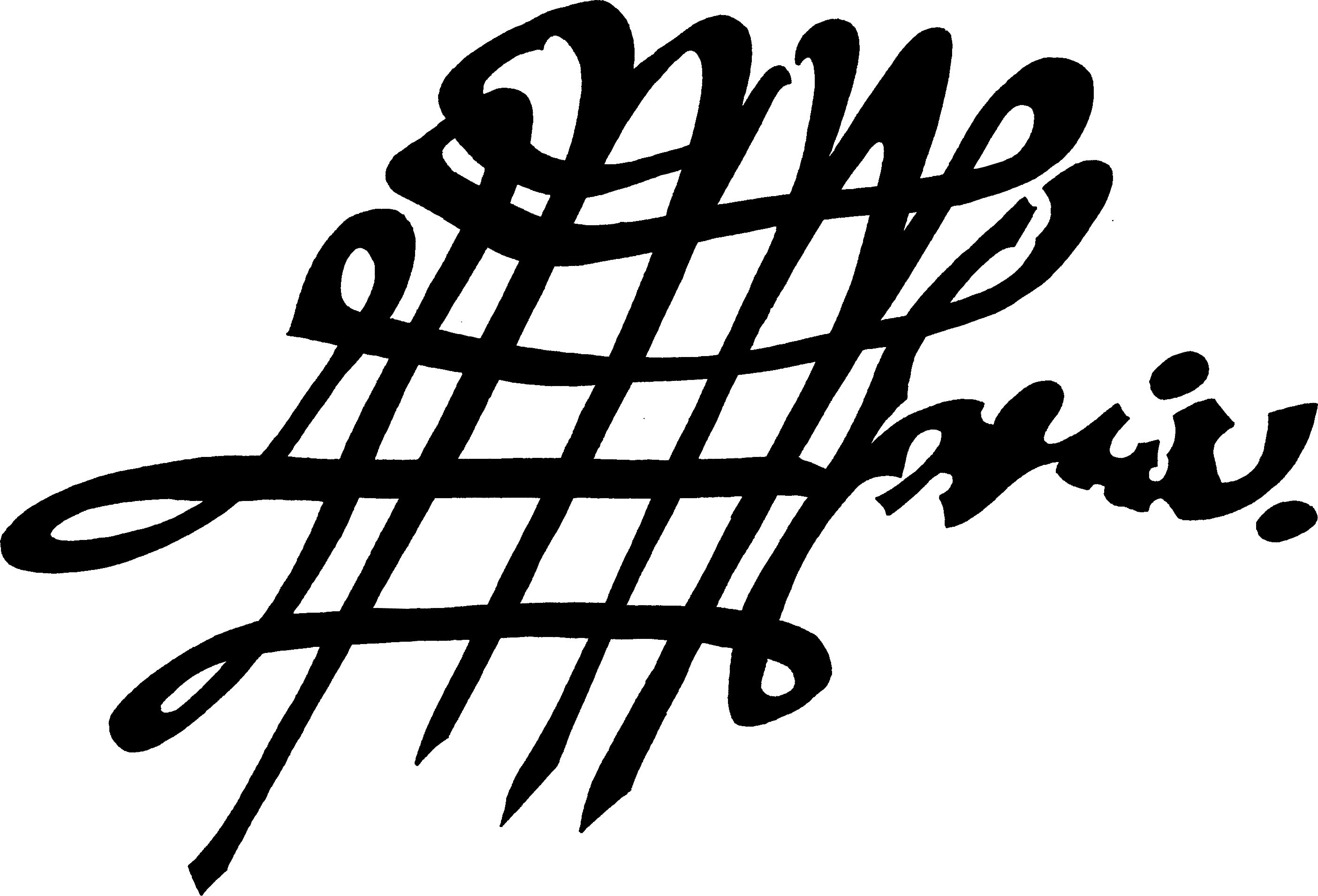
Medeltida Manu propria

Manu propria är latin och betyder av min egen hand eller egenhändigt. Förkortas ibland m.p.